# Distretto di Masin
Il distretto di Masin è un distretto del Perù nella provincia di Huari (regione di Ancash) con 1.948 abitanti al censimento 2007 dei quali 771 urbani e 1.177 rurali.
È stato istituito il 2 febbraio 1956.